# نپستر
نپستر، یک سیستم به اشتراک‌گذاری پرونده‌های صوتی بود، که در ژوئن ۱۹۹۹ فعالیت خود را آغاز کرد. نپستر اولین شبکه نظیر به نظیر بود.
کاربران با استفاده از این شبکه امکان این را داشتند، که موسیقی‌های مورد علاقه خود را از رایانه‌های افرادی که موسیقی مورد نظرشان را داشتند، دریافت کنند و بدین ترتیب بازار فروش این موسیقی‌ها را دور بزنند.
با شکایت شرکت‌های توزیع‌کننده موسیقی، این سیستم در سال ۲۰۰۱ به دستور دادگاه و به خاطر نقض قوانین حقِ نشر بسته شد، ولی راه را برای به وجود آمدن دیگر شبکه‌های غیرمتمرکز مانند کازا، لایم وایر و آی مش باز نمود.
نرم‌افزار این شبکه توسط شان فانینگ در مدت ۳ ماه نوشته شد که بعدها در زمینه شبکه‌های رایانه منجر به انقلابی عظیم گردید.
نپستر نرم‌افزاری بود که به کاربران مختلف اجازه ثبت نام و سپس لاگین می‌داد. پس از آن هر کاربر می‌توانست مجموعه فایل‌های موسیقی مورد نظر خود را که روی هارد دیسک رایانه خود دارد با دیگران به اشتراک بگذارد. هر کاربر این امکان را داشت که در میان فایل‌های به اشتراک گذاشته شده توسط کاربران مختلف به جستجوی موسیقی مورد نظر خود بپردازد و پس از یافتن آن شروع به دریافت فایل کند.
همچنین این امکان وجود داشت که کاربران عضو این نرم‌افزار به گفتگو با یکدیگر نیز بپردازند. کاربران می‌توانستند تنها با داشتن بخشی از نام آهنگ یا نوازنده یا خواننده آن، فایل مربوط را جستجو کنند و ان را روی هارد فرد دیگری در گوشه دیگری از دنیا بیابند و آن را دریافت کنند.
پس از مسدود شدن سایت «نپستر» به حکم دادگاه، شرکت روکسیو در سال ۲۰۰۲ این شرکت ورشکست شده را خریداری کرد و آن را به یک مرکز دانلود قانونی و پولی ترانه‌های موسیقی از اینترنت بدل نمود.

## مشکلات حقوقی
در ماه آوریل سال ۲۰۰۰ نماینده حقوقی گروه متالیکا اولین شکایت از نپستر را تقدیم قاضی دادگاه فدرال آمریکا کرد. و از این تاریخ به بعد از نپستر شکایت‌های فراوانی شد. بعد از یک دوره طولانی دعوای حقوقی با آنها، خدمات نپستر در ژوئیه ۲۰۰۱ متوقف شد. فعالیت نپستر کمی بعد به صورت قانونی مجدداً از سر گرفته شد.

## همچنین ببنید
- وب‌گاه نپستر